# ماكس فليشر (رسام)
ماكس فليشر (بالألمانية: Max Fleischer)‏ هو رسام توضيحي ورسام ألماني، ولد في 4 يوليو 1861 في Lipiny (Świętochłowice) ‏ في بولندا، وتوفي في 3 أبريل 1930 في منتون في فرنسا.